# XIII всемирный конгресс эсперантистов

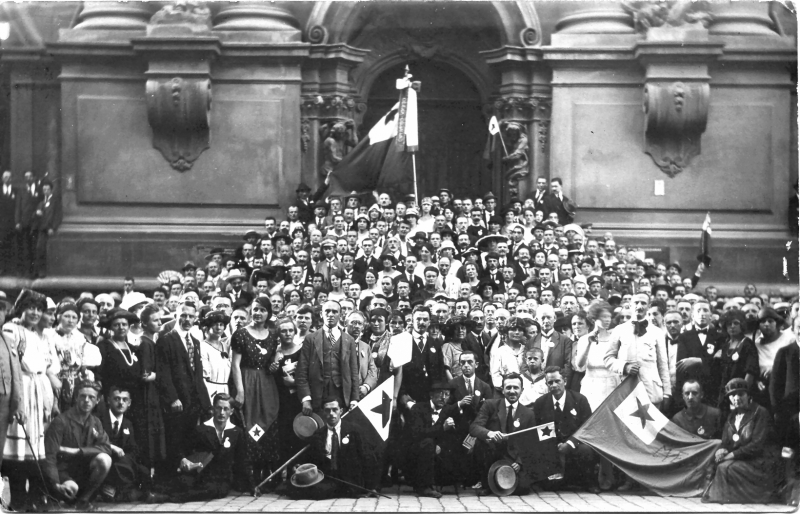
Участники конгресса

13-й Всемирный конгресс эсперантистов состоялся в Праге с 1 по 6 августа 1921 года, в нём приняло участие 2561 делегатов из 35 стран.
Конгресс пользовался поддержкой руководства страны, а также ряда международных организаций. В нём приняли участие представители Лиги Наций, Международной организации труда и Международного комитета Красного Креста. От имени Лиги Наций на конгрессе с приветственным словом выступил заместитель генерального секретаря Нитобэ Инадзо.
В рамках конгресса 1-3 августа состоялась также встреча представителей рабочих движений эсперантистов, почётным председателем которой был Анри Барбюс, на которой принято решение о создании Sennacieca Asocio Tutmonda (SAT), в силу чего она считается 1-м конгрессом SAT.
Культурная программа конгресса включала представления на эсперанто ряда пьес:
- Nokto en Karlův Týn Ярослава Врхлицкого, в исполнении любительской труппы;
- La glavo de Damokles Густава цу Пулитца;
- La paĝio de l' reĝino Енё Хельтаи и Эмиля Макаи.